# Exacum umbellatum
Exacum umbellatum är en gentianaväxtart som beskrevs av J. Klackenberg. Exacum umbellatum ingår i släktet Exacum och familjen gentianaväxter. Inga underarter finns listade i Catalogue of Life.